# Snipex Alligator
A Snipex Alligator egy 14,5×114 mm-es kaliberű, csappantyús, tárból táplált, rombolópuska, amelyet a XADO Holding Ltd. gyárt.

## Történelme
A puskát először 2020 júniusában mutatták be a Snipex hivatalos Facebook-oldalán. Júliusban megjelent az első bemutató videó a XADO hivatalos YouTube-csatornáján.Az állami vizsgálatok eredményei alapján a 14,5×114 mm kaliberű Snipex Alligator puskát 2020-ban nem hivatalosan bevezették az ukrán fegyveres erőknél.2021. március 2-án hivatalosan elfogadták.
Az Alligator-t az ukrán erők használták az oroszok 2022-es ukrajnai inváziója során. 2022 novemberében közel rekordot jelentő lövés történt, amelynek megerősített távolsága 2710 m (8890 láb) volt.

## Fordítás
Ez a szócikk részben vagy egészben  a   Snipex Alligator című angol Wikipédia-szócikk fordításán alapul.  Az eredeti cikk szerkesztőit annak laptörténete sorolja fel. Ez a jelzés csupán a megfogalmazás eredetét és a szerzői jogokat jelzi, nem szolgál a cikkben szereplő információk forrásmegjelöléseként.